# Vecel

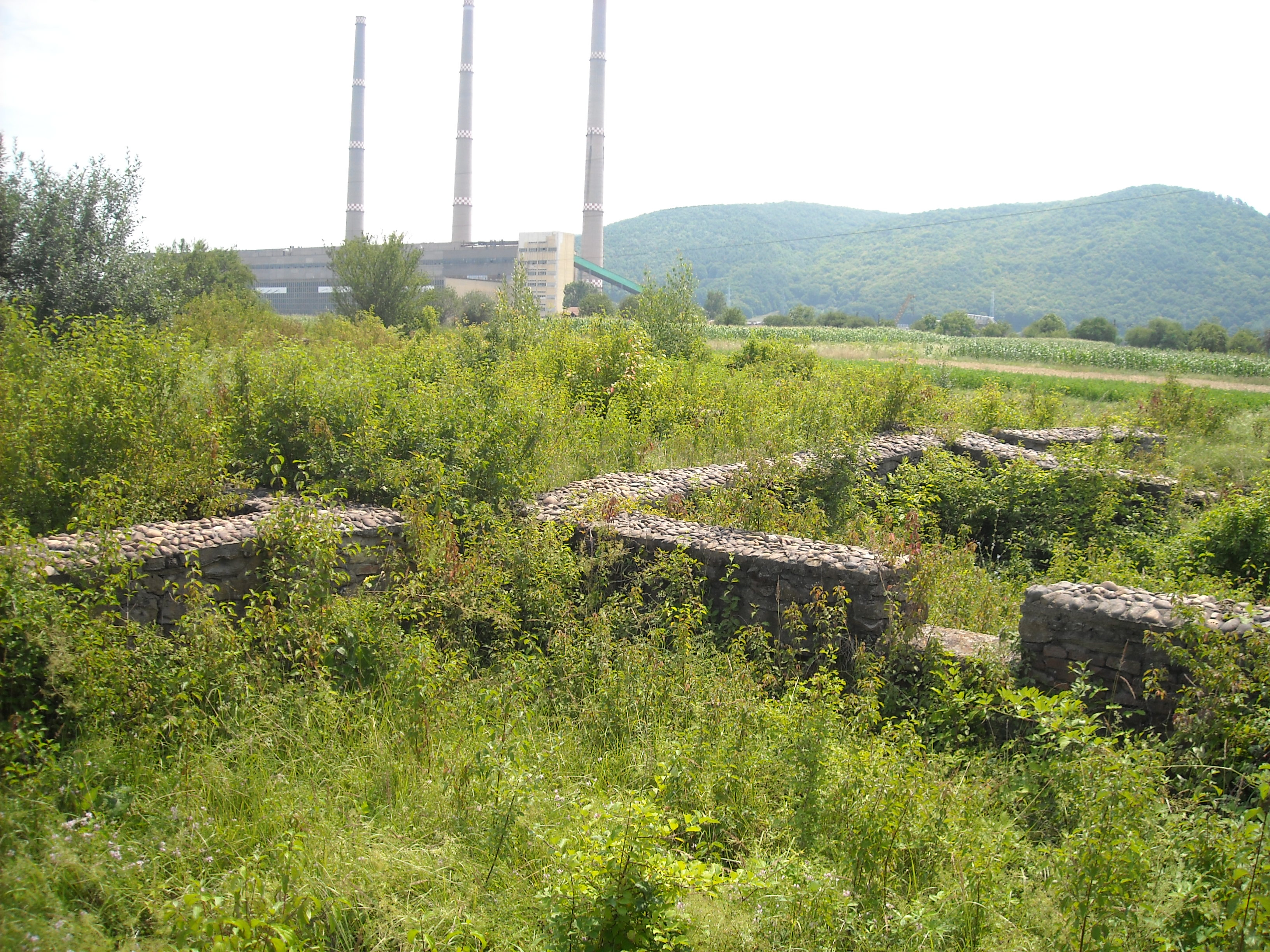
Micia romjai, a háttérben a marosnémeti hőerőművel

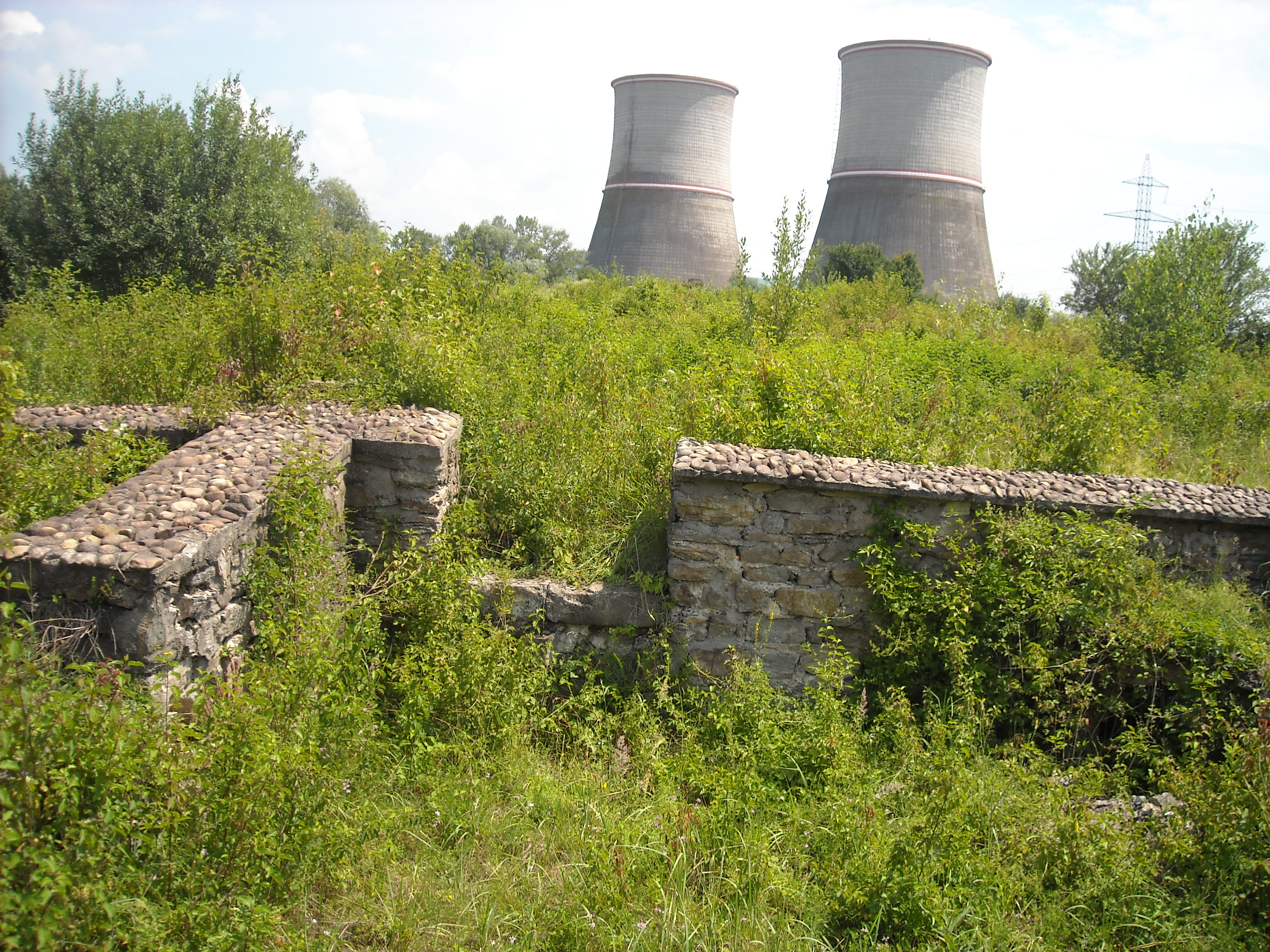

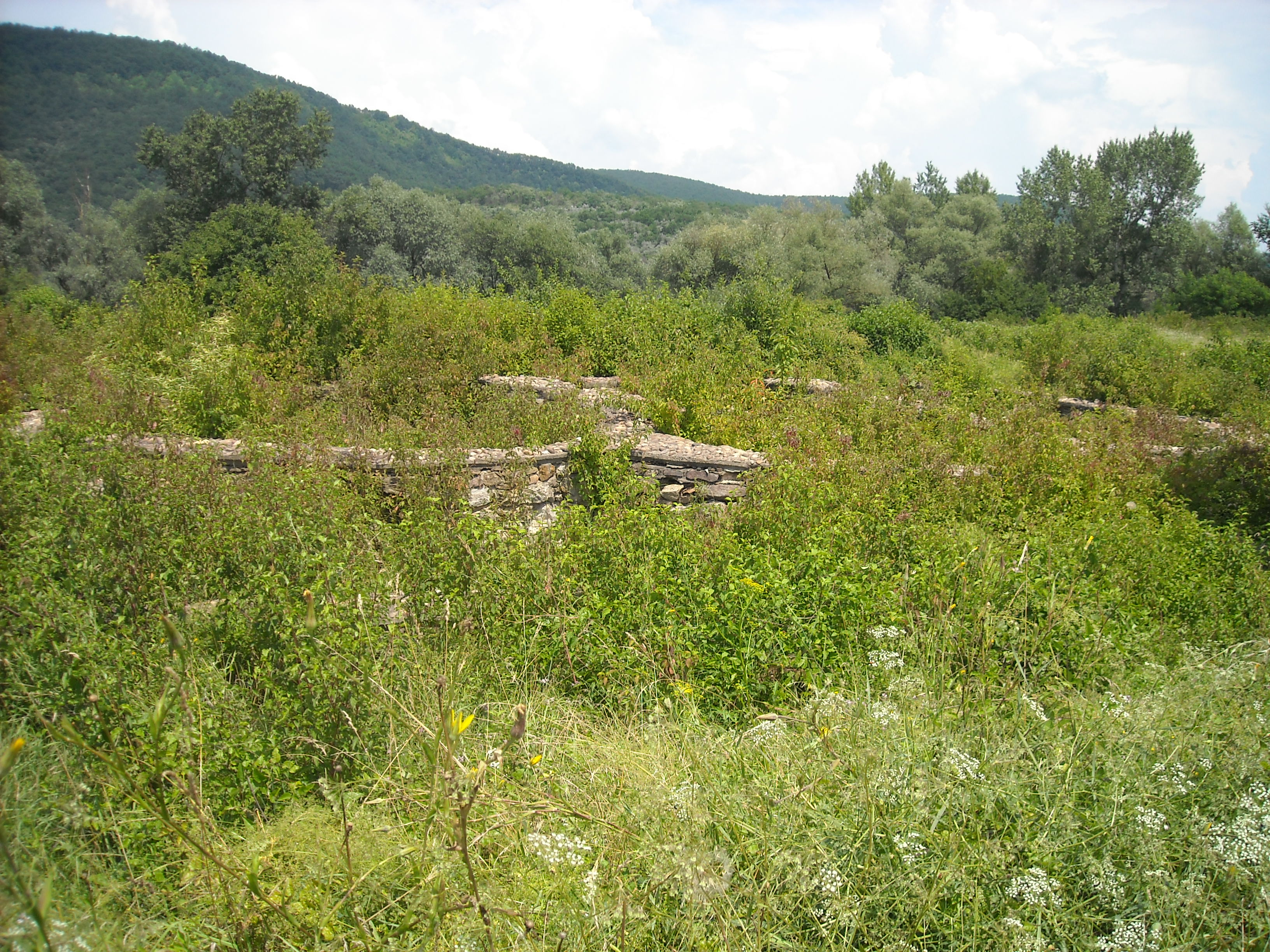

Vecel (románul: Vețel, helyi ejtés szerint Vițăl, németül: Witzel) falu Romániában, Erdélyben, Hunyad megyében.

## Fekvése
Dévától tíz kilométerre északnyugatra, a Maros bal partján, az E68-as főút mellett fekszik.

## Nevének eredete
Neve valószínűleg egy német eredetű személynévből való. Először 1278-ban Vecil, majd 1371-ben Vechel, 1430-ban pedig Veczel alakban említették.

## Népessége
- 1785-ben 151 polgári és 150 határőr lakosát írták össze. 1790-ben 304 görög és 18 római katolikus lakta. Vulcsesdnek 1785-ben 130 lakosa volt, valószínűleg valamennyien ortodoxok.[3]
- 1910-ben 444 lakosából 432 volt román és 11 magyar anyanyelvű; 324 görögkatolikus, 108 ortodox és 8 református vallású.
- 2002-ben 850 lakosából 826 volt román, 12 magyar és 9 cigány nemzetiségű; 786 ortodox, 50 pünkösdista és 9 református vallású.

## Története
A rómaiak tőle keletre építették fel Dacia provincia egyik legjelentősebb castrumát, Miciát, amely nyugat felől a Maros völgyét védte. A tábor egyébként csak a környéken talált feliratok alapján azonosítható. Közelében a római és a középkorban rezet bányásztak.
1479-ben oppidumként említették. 1491-ben a két hasonló nevű falu, Magyarweczel és Olahweczel Solymos várához tartozott. 1521-ben Oláhvecel kenéze Michael Dragota, míg Magyarvecelé Stephanus Brathyna volt. 1766 és 1850 között az orláti határőrezredhez tartozott. Valószínűleg 1956-ban hozzácsatolták a tőle nyugatra, a Tolcu-hegy túloldalán fekvő, ám a korábban görögkatolikus többségű Veceltől eltérően ortodox Vulcsesdet (1491-ben Welczez, 1601-ben Vultzecz, 1733-ban Velcsez, 1760–62-ben Vulcsesd, 1910-ben 301 román, 4 magyar és 1 német anyanyelvű lakos).

## Nevezetességei
- Micia nagy kiterjedésű tábor volt a marosnémeti hőerőműtől délre, egy nem túl jelentős polgári településsel, vámhellyel és a Maroshoz közelebb két melléktáborral. A területről származó köveken több mint 250 felirat található. Sikerült azonosítani Iuppiter Hieropolitanus és a mauretaniai istenek templomát,[4] utalásokból pedig tudjuk, hogy létezett Sol Invictus-, Ízisz- és talán Hercules- és Nemeszisz-temploma is. Feltárták amfiteátrumát, fürdőit, kerámiaégető kemencéit, lakóházait és két nekropoliszát. A korai újkorban köveit a környékbeliek újrafelhasználták többek közt herepei és vulcsesdi parasztházakhoz és Szolnokay Péter veceli házának pincéjéhez. Egy kövét a marossolymosi ortodox fatemplomba vitték az oltár alá, egy másikat a marosnémeti református templom padlójába építették. Sírkőként felhasználták őket a dévai református, a brettyelini és a veceli temetőben. A 18. században a külföldi utazók már rendszeresen felkeresték, és lemásolták a feliratokat. Legértékesebb emlékeit a műgyűjtő nagybirtokosok szállíttatták el – ekkor kerültek miciai kövek a branyicskai Jósika-, a feleki Brukenthal-, a marosnémeti Gyulay-, a kéméndi Váradi- és a zámi Nopcsa-kastélyba. A legnagyobb mennyiséget azonban 1806-ban, a Maros menti postaút építésekor használták fel. Az 1816-ban idelátogató Kazinczy Ferenc már így írt: „Sok időt vesztegeték el, míg egy ép téglára találhaték.”[5] Az első tudományos vizsgálatot végzők között Torma Károly, Kuun Géza és Téglás Gábor kutatták.
- Vulcsesden 1790-ben épült ortodox fatemplom.
- A faluban álló kőtemplomot 1939-ben kezdték el építeni és több évtizedes szünet után, 2006-ban folytatták az építkezést.

## Híres emberek
- Itt született 1924-ben Francisc Munteanu író.